# Campionati del mondo di ciclismo su pista - Omnium maschile
L'omnium maschile è una delle prove inserite nel programma dei campionati del mondo di ciclismo su pista. Si corre dall'edizione del 2007.
Si tratta di una competizione costituita, a partire dall'edizione del 2017, da quattro prove endurance "di gruppo": i ciclisti si confrontano nell'ordine su corsa scratch (15 chilometri), corsa tempo (10 chilometri), corsa a eliminazione e corsa a punti (25 chilometri). Nelle prime tre prove sono assegnati 40 punti al vincitore, 38 al secondo, 36 al terzo e così via, mentre nella corsa a punti si assegnano i punti ottenuti durante la prova; il vincitore finale è colui che realizza il miglior punteggio al termine delle quattro prove.

## Regolamento
Dal 2007 al 2010 la competizione si teneva in un'unica giornata, ed era composta da cinque gare: 200 metri lanciati, scratch, inseguimento individuale (3 chilometri), corsa a punti (15 chilometri) e chilometro a cronometro; in ogni prova si assegnava 1 punto al vincitore, 2 al secondo e così via, e il vincitore finale era colui che realizzava meno punti. Dal 2011 al 2014, con lo stesso sistema di punteggio, i ciclisti si confrontavano su sei discipline in due giorni, nell'ordine giro lanciato (250 metri), corsa a punti (30 chilometri) e corsa a eliminazione il primo giorno, inseguimento individuale (4 chilometri), scratch e chilometro a cronometro il secondo.
Dal 2015 al 2016 i ciclisti si confrontavano sempre su sei discipline, nell'ordine scratch, giro lanciato (250 metri) e inseguimento individuale (4 chilometri) il primo giorno, corsa a eliminazione, chilometro a cronometro e corsa a punti (40 chilometri) il secondo; la differenza risiedeva nel sistema di punteggio: nelle prime cinque prove si assegnavano 40 punti al vincitore, 38 al secondo, 36 al terzo e via così fino a 1 punto dal ventunesimo in poi, mentre nella corsa a punti si assegnavano i punti ottenuti durante la prova. Dall'edizione 2017 sono state rimosse dalla prova le gare cronometrate (giro lanciato, inseguimento individuale e chilometro a cronometro), ed è stata aggiunta un'altra gara di gruppo, la corsa tempo.

## Albo d'oro
Aggiornato all'edizione 2024.
| Anno | Vincitore         | Secondo              | Terzo                |
| ---- | ----------------- | -------------------- | -------------------- |
| 2007 | Alois Kaňkovský   | Walter Pérez         | Charles Bradley Huff |
| 2008 | Hayden Godfrey    | Leigh Howard         | Aljaksandr Lisoŭski  |
| 2009 | Leigh Howard      | Zachary Bell         | Tim Veldt            |
| 2010 | Ed Clancy         | Leigh Howard         | Taylor Phinney       |
| 2011 | Michael Freiberg  | Shane Archbold       | Gijs Van Hoecke      |
| 2012 | Glenn O'Shea      | Zachary Bell         | Lasse Norman Hansen  |
| 2013 | Aaron Gate        | Lasse Norman Hansen  | Glenn O'Shea         |
| 2014 | Thomas Boudat     | Tim Veldt            | Viktor Manakov       |
| 2015 | Fernando Gaviria  | Glenn O'Shea         | Elia Viviani         |
| 2016 | Fernando Gaviria  | Roger Kluge          | Glenn O'Shea         |
| 2017 | Benjamin Thomas   | Aaron Gate           | Albert Torres        |
| 2018 | Szymon Sajnok     | Jan-Willem van Schip | Simone Consonni      |
| 2019 | Campbell Stewart  | Benjamin Thomas      | Ethan Hayter         |
| 2020 | Benjamin Thomas   | Jan-Willem van Schip | Matthew Walls        |
| 2021 | Ethan Hayter      | Aaron Gate           | Elia Viviani         |
| 2022 | Ethan Hayter      | Benjamin Thomas      | Aaron Gate           |
| 2023 | Iúri Leitão       | Benjamin Thomas      | Shunsuke Imamura     |
| 2024 | Lindsay De Vylder | Simone Consonni      | Yanne Dorenbos       |

## Medagliere
| Pos.   | Nazione       | Oro | Argento | Bronzo | Totale |
| ------ | ------------- | --- | ------- | ------ | ------ |
| 1      | Australia     | 3   | 3       | 3      | 9      |
| 2      | Nuova Zelanda | 3   | 3       | 0      | 6      |
| 3      | Francia       | 3   | 3       | 0      | 6      |
| 4      | Gran Bretagna | 3   | 0       | 2      | 5      |
| 4      | Colombia      | 2   | 0       | 0      | 2      |
| 6      | Polonia       | 1   | 0       | 0      | 1      |
| 6      | Rep. Ceca     | 1   | 0       | 0      | 1      |
| 6      | Portogallo    | 1   | 0       | 0      | 1      |
| 9      | Belgio        | 1   | 0       | 1      | 2      |
| 10     | Paesi Bassi   | 0   | 3       | 2      | 5      |
| 11     | Canada        | 0   | 2       | 0      | 2      |
| 12     | Italia        | 0   | 1       | 3      | 4      |
| 13     | Danimarca     | 0   | 1       | 1      | 2      |
| 14     | Argentina     | 0   | 1       | 0      | 1      |
| 14     | Germania      | 0   | 1       | 0      | 1      |
| 16     | Stati Uniti   | 0   | 0       | 2      | 2      |
| 17     | Bielorussia   | 0   | 0       | 1      | 1      |
| 17     | Russia        | 0   | 0       | 1      | 1      |
| 17     | Spagna        | 0   | 0       | 1      | 1      |
| 17     | Giappone      | 0   | 0       | 1      | 1      |
| Totale | Totale        | 17  | 17      | 17     | 45     |

| Pos. | Atleta            | Oro | Argento | Bronzo | Totale |
| ---- | ----------------- | --- | ------- | ------ | ------ |
| 1    | Benjamin Thomas   | 2   | 3       | 0      | 5      |
| 2    | Ethan Hayter      | 2   | 0       | 1      | 3      |
| 3    | Fernando Gaviria  | 2   | 0       | 0      | 2      |
| 4    | Aaron Gate        | 1   | 2       | 1      | 4      |
| 5    | Leigh Howard      | 1   | 2       | 0      | 3      |
| 6    | Glenn O'Shea      | 1   | 1       | 2      | 3      |
| 7    | Thomas Boudat     | 1   | 0       | 0      | 1      |
| 7    | Ed Clancy         | 1   | 0       | 0      | 1      |
| 7    | Michael Freiberg  | 1   | 0       | 0      | 1      |
| 7    | Hayden Godfrey    | 1   | 0       | 0      | 1      |
| 7    | Alois Kaňkovský   | 1   | 0       | 0      | 1      |
| 7    | Szymon Sajnok     | 1   | 0       | 0      | 1      |
| 7    | Campbell Stewart  | 1   | 0       | 0      | 1      |
| 7    | Iuri Leitao       | 1   | 0       | 0      | 1      |
| 7    | Lindsay De Vylder | 1   | 0       | 0      | 1      |